# 小田急マルシェ
小田急マルシェ（おだきゅうマルシェ、Odakyu Marche）とは、小田急電鉄の駅ナカ中小商業ビルのブランド。上位版として大型商業施設のミロード、ビナウォーク、駅ビルのコルティ、アコルデなどがある。
鉄道駅の高架下の店舗利用という点では、京王電鉄の京王クラウン街と位置づけが似ており、スーパーマーケット「Odakyu OX」、箱根そば（小田急レストランシステム）など、小田急グループの店舗が出店することが多い。この点も京王クラウン街に似ている。
小田急電鉄直営事業の記事も参照のこと。

## 小田急マルシェ・小田急電鉄の商業ビルがある駅

### 小田原線
- 新宿駅（西口地下「小田急エース」。経営は小田急ビルサービス。2018年10月に「小田急マルシェ新宿」も開業）
- 代々木上原駅（高架下、名称「アコルデ」）
- 下北沢駅（駅上、名称「シモキタエキウエ」）
- 豪徳寺駅（高架下）
- 経堂駅（北口、Odakyu OXをキーテナントとする「経堂コルティ」）
- 千歳船橋駅（高架下）
- 祖師ヶ谷大蔵駅（高架下）
- 成城学園前駅（Odakyu OXをキーテナントとする「成城コルティ」）
- 喜多見駅（高架下）
- 狛江駅（高架下。隣接してOdakyu OXをテナントとする再開発ビル「エコルマ」がある）
- 和泉多摩川駅（高架下）
- 登戸駅
- 向ヶ丘遊園駅（南口）
- 生田駅（北口、Odakyu OXをキーテナントとする）
- 百合ヶ丘駅（南口）
- 新百合ヶ丘駅（構内、南北に2棟のアコルデ、隣接してOdakyu OXとイトーヨーカドーをキーテナントとする大型のエルミロードがある）
- 鶴川駅（北口、Odakyu OX）
- 玉川学園前駅（南口、Odakyu OXをキーテナントとする）
- 町田駅（西口、隣接して小田急百貨店町田店、小田急バス町田ビルがある）
- 相模大野駅（Odakyu OX、小田急ホテルセンチュリー相模大野をキーテナントとする「相模大野ステーションスクエア」）
- 相武台前駅（Odakyu OXをキーテナントとする）
- 座間駅（Odakyu OXをキーテナントとする）
- 海老名駅（2010年8月20日、構内にオープン、駅前に大型商業施設「ビナウォーク」、ビナフロント、ビナガーデンズテラスを擁する)
- 本厚木駅（東口、2017年4月17日オープン、隣接して本厚木ミロードの名称で大型ビルがある）
- 愛甲石田駅
- 伊勢原駅（2009年4月17日に南口にOdakyu OXをキーテナントでニューオープン）
- 東海大学前駅
- 秦野駅（2017年9月1日にOdakyu OXがオープン）
- 渋沢駅（Odakyu OXをキーテナントとする）

### 江ノ島線
- 東林間駅
- 中央林間駅
- 南林間駅（Odakyu OXをキーテナントとする）
- 鶴間駅
- 大和駅（高架下、Odakyu OXをキーテナントとする。西口に大和プロスがある）
- 桜ヶ丘駅
- 高座渋谷駅
- 湘南台駅
- 六会日大前駅
- 善行駅
- 藤沢駅

### 多摩線
- 五月台駅
- 栗平駅（Odakyu OXが出店）
- 黒川駅（南口、ネスティングパーク黒川。かつては北口に小田急マルシェが存在した）
- 小田急永山駅（駅構内）

隣接する京王永山駅には「京王リトナード永山」があり、一体的に地続きとなっている。
- 小田急多摩センター駅（駅構内）

かつては駅前に小田急ビルサービスの営業するショッピングビル「多摩カリヨン館」も存在したが売却され、現在は「マグレブEAST」となっている。
隣接する京王多摩センター駅には、ショッピングモール「京王多摩センターSC」がある。